# أولاد الحاج المعطي (دار السي عيسى)
أولاد الحاج المعطي هو دُوَّار يقع بجماعة دار سي عيسى، إقليم آسفي، جهة مراكش آسفي في المملكة المغربية. ينتمي الدوّار لمشيخة دار السي عيسى التي تضم 21 دوار. يقدر عدد سكانه بـ 238 نسمة حسب الإحصاء الرسمي للسكان والسكنى لسنة 2004.

## روابط خارجية
- البوابة الوطنية للجماعات الترابية
- المندوبية السامية للتخطيط